# Gaibiel
Gaibiel és un municipi del País Valencià que es troba a la comarca de l'Alt Palància.
Limita amb Algímia d'Almonesir, Caudiel, Xèrica, Matet, Navaixes, Pavies i La Vall d'Almonesir.

## Geografia
El terme es troba al vessant meridional de la serra d'Espadà i està travessat pel riu Regajo, que amb els seus paratges constituïx el major atractiu paisatgístic. No debades el topònim Gaibiel, d'orige àrab, vol dir «el bosc». A més a més, s'hi poden trobar les fonts del Camí de la Vall, l'aigua de la qual es recomana per a les malalties renals, i la del Xúquer o la del Vicari; i pous com ara el Gasparini, el Cacao o l'Erizo. Les altures més importants són la Costalata (713 msnm), el Pinar (608 m), l'Aceitenegro (709 m) i l'Ajedrea (649 m).

## Història
El primer testimoni de població es troba a les coves del cim de Las Simas, a on visqueren humans durant el Paleolític i l'edat del bronze, però els primers documents que parlen de Gaibiel són del 28 d'agost de 1237, quan Jaume I (1208-1276) va donar l'alqueria d'orige àrab a Pere Garcés de Roda. La pertinença del lloc a la família López d'Herèdia està documentada ja en 1320, quan el rei Jaume el Just (1267-1327) va posar sota la seua protecció a Ferran López d'Herèdia. Un incident de l'any 1379 en què els moros faltaren a les seues obligacions fon aprofitat pel senyor per a endurir les condicions de vassallatge. En 1583, per matrimoni de Rafel Garcés Mansilla Fernández d'Herèdia, senyor vigent, amb Antònia Hurtado de Mendoza y Carrillo, comtessa de Priego, va passar als dominis d'eixa casa. L'any 1639 Geroni Garcés Camino de Mendoza, baró de Gaibiel, va concedir la carta pobla per a 14 veïns immigrats d'Aragó i Catalunya. En 1792 s'inauguraren les obres de l'església, de les quals posà la primera pedra el bisbe de Sogorb, Llorenç Haedo. En 1818 va passar a la Corona, després de diversos plets amb els Priego.

## Demografia
| 1900  | 1910  | 1920  | 1930 | 1940 | 1950 | 1960 | 1970 | 1981 | 1991 | 2000 | 2005 | 2007 |
| ----- | ----- | ----- | ---- | ---- | ---- | ---- | ---- | ---- | ---- | ---- | ---- | ---- |
| 1.125 | 1.102 | 1.060 | 916  | 767  | 775  | 629  | 430  | 330  | 221  | 203  | 195  | 204  |

## Economia
La ramaderia constituïx la major riquea productiva del municipi. Quant a l'agricultura, està basada en el secà, destacant productes com ara la garrofa, l'ametla o l'oliva. A més, estan en expansió el sector servicis gràcies als estiuejants.

## Monuments

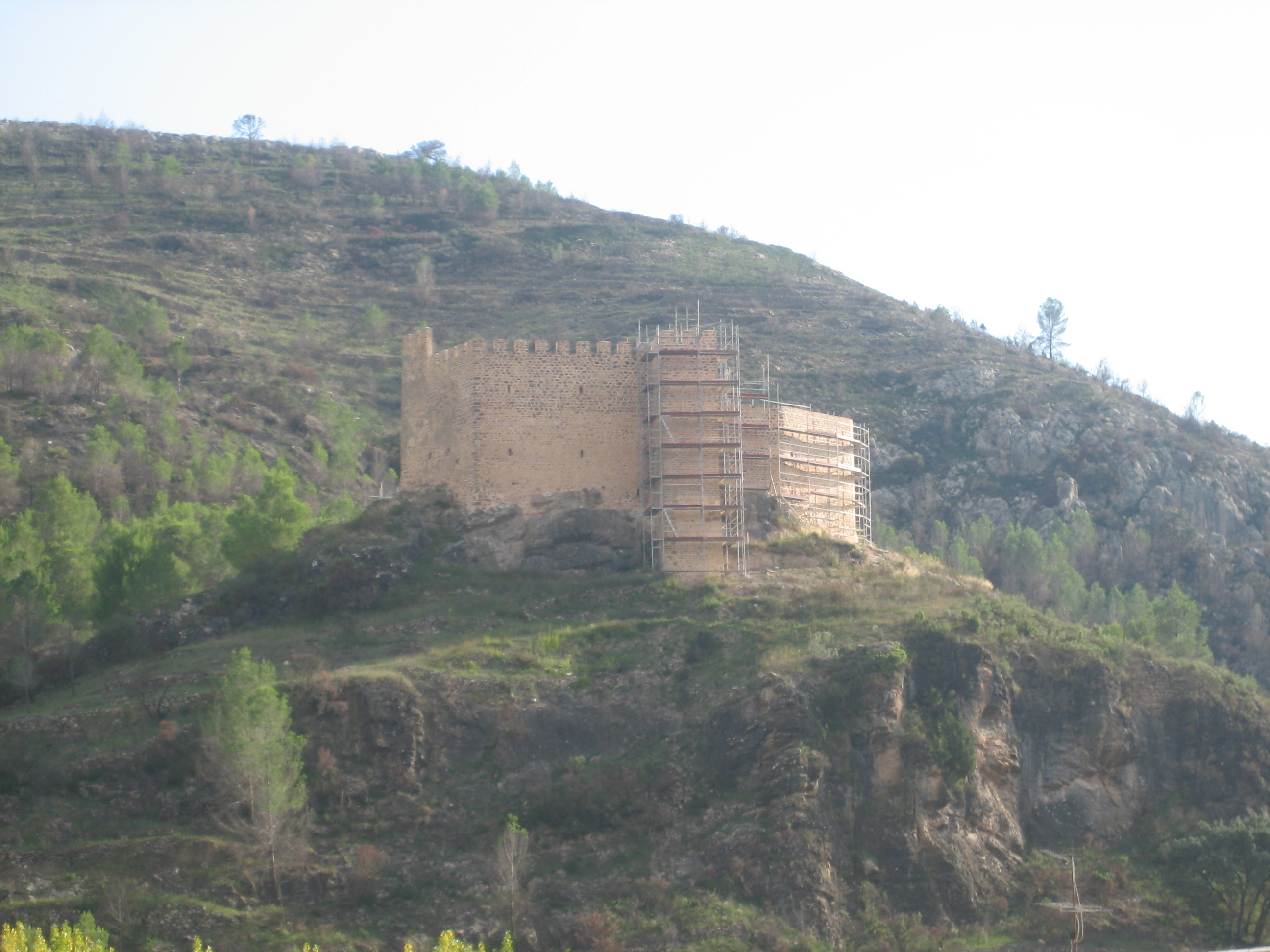
Castell de Gaibiel

- Església parroquial de Sant Pere, de finals del segle xviii.
- Ermita de Sant Blai.
- Castell d'origen àrab. S'alça en el cim de la muntanya Sajolida, enfront de la població, just a l'altre marge del riu Regajo. Sobre trobar-se en ruïnes, encara mostra un aspecte poderós. Amb planta poligonal irregular, encara manté elevats trams de muralla, gran part de la torre de l'homenatge i restes de diverses torres cúbiques.

- Torre de Dalt. Torre guaita d'origen musulmà; rep eixe nom per la forma de les escasses restes, que se semblen a un dit assenyalant el cel.

- Antiga Casa de la Vila. Declarada BIC.
- Casa de Ramon Àgueda. Antiga casa pairal dels comtes de Priego.

## Festes i celebracions
- Crist de la Sed. Se celebra el primer dilluns de setembre i és la festa major. El dimecres següent, es munten entaulats de fusta i comencen els actes taurins fins al dilluns següent.
- Divina Pastora. Se celebra darrer diumenge de setembre.
- Les Filles de Maria. Se celebra el darrer diumenge d'agost.
- Moros i Cristians. Se celebren la darrera setmana de juliol.